# Здание железнодорожного вокзала (Бахмач)
Здание железнодорожного вокзала — памятник архитектуры местного значения в Бахмаче. Здание используется по назначению — станция «Бахмач-Пассажирский».

## История
Решением исполкома Черниговского областного совета народных депутатов от 28.04.1987 № 119 присвоен статус памятник архитектуры местного значения с охранным № 40-Чг под названием Железнодорожный вокзал.

## Описание
В 1922 году в Бахмаче был построен вокзал в формах барокко. Во время Великой Отечественной войны, в 1941 году был разрушен.
Новый вокзал построен в 1953 году в неоготическом стиле по проекту архитектора «Мосгипротранс» А. Кулагина. На территории вокзала установлен памятник паровозу ЭМ736-17.
Кирпичный, 2-4-этажный, симметричный, прямоугольный в плане дом, удлинённый по оси запад—восток. Состоит из разновеликих объёмов, которые вырастают с востока на запад — где к 2-этажному объёму с запада примыкает 4-этажный объём. Фасад западного 4-этажного объёма имеет боковые ризалиты, которые завершаются прямоугольными (четверик) башнями, увенчанными шатрами со шпилями. Между ризалитами расположены три входные двери с арочной фрамугой над ними, фасад завершает фронтон с пинаклем. Фасады по центру 2-этажного объёма с ризалитами увенчанными фронтонами с пинаклями, перекрытые двухскатной крышей; также торец завершается фронтоном. Скаты крыши с люкарнами. Фасад здания и башни (4-этажного объёма) украшены многочисленным лепным декором, пилястрами. Здание имеет несколько входов. 